# Ekonomiåret 1949

## Händelser
- 19 september - Argentina, Finland, Frankrike, Indien, Island, Kanada, Storbritannien, Sverige och Västtyskland devalverar sin valuta, svensk krona.[1]

## Bildade företag
- Ålö-Maskiner grundas i Brännland utanför Umeå och börjar tillverka frontlastare..[2]